# Brendan Sexton III
Brendan Eugene Sexton III (Staten Island, 21 febbraio 1980) è un attore statunitense.

## Biografia
Nato e cresciuto a Staten Island, ha frequentato il liceo presso la High School for Humaties e ha continuato gli studi all'Hunter College. Provienente da una numerosa famiglia, ha due fratelli e sette sorelle. Ha debuttato nel 1995 nel ruolo di un problematico bullo nel film di Todd Solondz Fuga dalla scuola media, per cui riceve una candidatura agli Independent Spirit Awards. Nel 1997 ottiene il suo primo ruolo da protagonista in Hurricane Streets di Morgan J. Freeman, con cui collabora più volte negli anni seguenti. Ha recitato in film come Pecker, Desert Blue, Boys Don't Cry e Black Hawk Down - Black Hawk abbattuto. Nel 2011 recita nella prima stagione della serie televisiva The Killing, nel ruolo del disturbato Belko Royce. Sexton possiede anche un'etichetta discografica indipendente, con base a New York, chiamata "Big Bit Of Beauty", con cui gestisce vari gruppi musicali hip-hop.

## Filmografia parziale

### Cinema
- Fuga dalla scuola media (Welcome to the Dollhouse), regia di Todd Solondz (1995)
- Empire Records, regia di Allan Moyle (1995)
- The Devil & the Angel, regia di Max Myers (1997)
- Hurricane Streets, regia di Morgan J. Freeman (1997)
- A, B, C... Manhattan, regia di Amir Naderi (1997)
- Myth America, regia di Galt Niederhoffer (1998)
- Spark, regia di Garret Williams (1998)
- Pecker, regia di John Waters (1998)
- Desert Blue, regia di Morgan J. Freeman (1998)
- Arresting Gena, regia di Hannah Weyer (1999)
- Boys Don't Cry, regia di Kimberly Peirce (1999)
- Muse 6, regia di Sarah Rogacki (2000)
- Session 9, regia di Brad Anderson (2001)
- Black Hawk Down - Black Hawk abbattuto, regia di Ridley Scott (2001)
- Winter Solstice, regia di Josh Sternfeld (2004)
- This Revolution, regia di Stephen Marshall (2005)
- Love, Ludlow, regia di Adrienne Weiss (2005)
- Nascosto nel buio (Hide and Seek), regia di John Polson (2005) – non accreditato
- Little Fugitive, regia di Joanna Lipper (2006)
- Just Like the Son, regia di Morgan J. Freeman (2006)
- Let Them Chirp Awhile, regia di Jonathan Blitstein (2007)
- Neal Cassady, regia di Noah Buschel (2007)
- Si j'étais toi, regia di Vincent Pérez (2007)
- The Girl in the Park, regia di David Auburn (2007)
- Bohica, regia di D.J. Paul (2008)
- The Marconi Bros., regia di Michael Canzoniero e Marco Ricci (2008)
- Oltre le regole - The Messenger (The Messenger), regia di Oren Moverman (2009)
- Stanno tutti bene - Everybody's Fine (Everybody's Fine), regia di Kirk Jones (2009)
- L'inverno dei sogni infranti (Winter of Frozen Dreams), regia di Eric Mandelbaum (2009)
- Footsteps, regia di Gavin James (2010)
- The Truth, regia di Ryan Barton-Grimley (2010)
- The Runaways, regia di Floria Sigismondi (2010)
- In My Pocket, regia di David Lisle Johnson (2011)
- 7 psicopatici (Seven Psychopaths), regia di Martin McDonagh (2012)
- Cate McCall - Il confine della verità (The Trials of Cate McCall), regia di Karen Moncrieff (2013)
- Beautiful Girl, regia di Stevie Long (2014)
- Welcome to Happiness, regia di Oliver Thompson (2015)
- Tre manifesti a Ebbing, Missouri (Three Billboards Outside Ebbing, Missouri), regia di Martin McDonagh (2017)
- New Money, regia di Jason B. Kohl (2017)
- Mr. Malevolent, regia di Rusty Cundieff e Darin Scott (2018)
- The White Orchid, regia di Steve Anderson (2018)
- El Camino - Il film di Breaking Bad (El Camino: A Breaking Bad Movie), regia di Vince Gilligan (2019)
- L'uomo nel buio - Man in the Dark (Don't Breathe 2), regia di Rodo Sayagues (2021)
- Sniper - Missione non autorizzata (Sniper: Rogue Mission), regia di Oliver Thompson (2022)
- God Is a Bullet, regia di Nick Cassavetes (2023)

### Televisione
- Family Man, regia di Steven Schachter – film TV (2008)
- Life on Mars – serie TV, 1 episodio (2009)
- The Killing – serie TV, 12 episodi (2011-2012)
- Russian Doll – serie TV, 6 episodi (2019-2022)
- FBI – serie TV, un episodio (2020)

## Doppiatori italiani
Nelle versioni in italiano delle opere in cui ha recitato, Brendan Sexton III è stato doppiato da:
- Francesco Pezzulli in Fuga dalla scuola media, Life on Mars, Ballard
- Emiliano Coltorti in Stanno tutti bene - Everybody's Fine, The Killing
- Alessandro Quarta in Tre manifesti a Ebbing, Missouri, FBI
- Simone Crisari in Empire Records
- Nanni Baldini in Boys Don't Cry
- Renato Novara in L'inverno dei sogni infranti
- Fabrizio Manfredi in Session 9
- Fabrizio Picconi in Dark
- Riccardo Petrozzi in L'uomo nel buio - Man in the Dark
- Daniele Valenti in Sniper - Missione non autorizzata